# André Prah
André Prah, svensk konstnär och illustratör, född 1941 i Maribor, Slovenien. Prah är mest känd som illustratör, inte minst för sina politiska ledarteckningar på Expressen. Han har också medverkat i övrig svensk press såsom Dagens Nyheter, Svenska Dagbladet, Aftonbladet och Månadsjournalen men har även New York Times och Village Voice i USA. Hans porträtt av Nobelprisvinnarna i litteratur finns att beskåda på Nobelmuseet i Stockholm.
I dag arbetar André Prah främst som skulptör. Verken är tillverkade av stålnät, textil, plåt och förstärkta med audiovisuella effekter. Konstverket "The Ice Horses of Ladoga" är inspirerat av krigskorrepondenten Malapartes bok Kaputt om en händelse under andra världskrigets Karelen. 